# Bodoquena (kommun)
Bodoquena är en kommun i Brasilien.   Den ligger i delstaten Mato Grosso do Sul, i den södra delen av landet, 1 100 km sydväst om huvudstaden Brasília. Antalet invånare är 7 986.
Följande samhällen finns i Bodoquena:
- Bodoquena

Omgivningarna runt Bodoquena är huvudsakligen savann. Runt Bodoquena är det mycket glesbefolkat, med 4 invånare per kvadratkilometer.